# Glaumbær

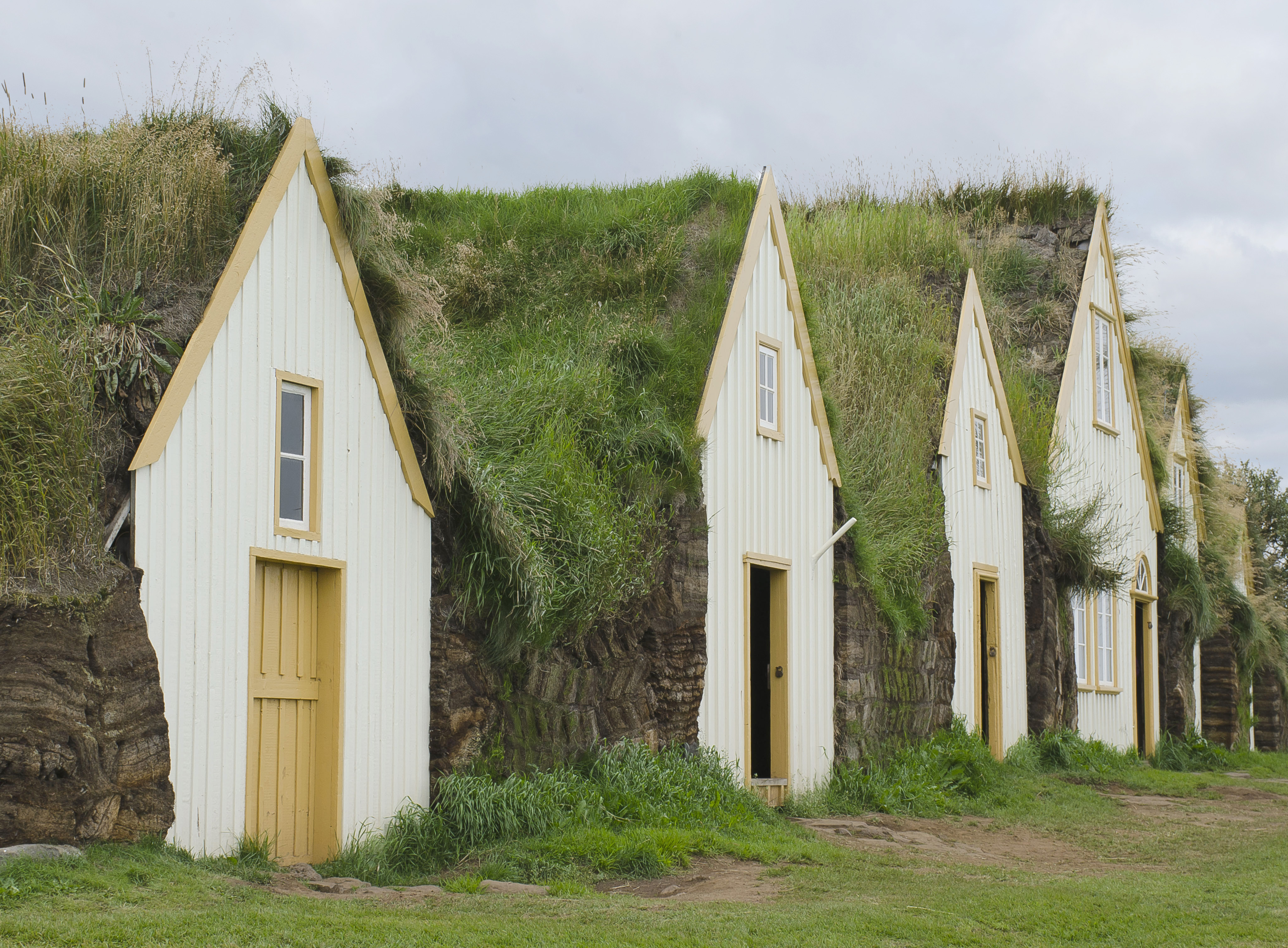
Glaumbær

Glaumbær ['klœympair] ist eine Ortschaft und ein altes Kirchdorf in der isländischen Gemeinde Skagafjörður.

## Geografie
Glaumbær liegt etwa 20 km vom gleichnamigen Fjord entfernt im Landesinneren nördlich von Varmahlíð.

## Geschichte
Die Gründung des Gehöftes Glaumbær geht wahrscheinlich auf das isländische Entdeckerehepaar Þorfinnr karlsefni und Guðríður Þorbjarnardóttir zurück, die sich nach ihrem Kolonisationsversuch im neufundländischen „Vinland“ hier im 11. Jahrhundert niedergelassen haben. Laut der Grænlendinga saga ist als Erbauer der Kirche der Sohn der beiden, Snorri Þorfinnsson, zu nennen, der bei der Ankunft der Familie drei Jahre alt gewesen ist. Nach einer Pilgerfahrt aus Rom zurückkommend verbrachte Guðríður ihr Lebensende als Eremitin hier.
Diese Kaufmannsfamilie muss durch den Grönlandhandel (Walrosselfenbein etc.) sehr wohlhabend gewesen sein. Snorri wurde Vater der Tochter Hallfrid, Mutter des späteren Bischofs Þorlákur Runólfsson. Sein Sohn Thorgeir wurde ebenfalls Großvater eines isländischen Bischofs, was auf einen sehr großen Einfluss der Familie zur damaligen Zeit hindeutet, sowohl im religiösen als auch im politischen Bereich.

## Museumshof

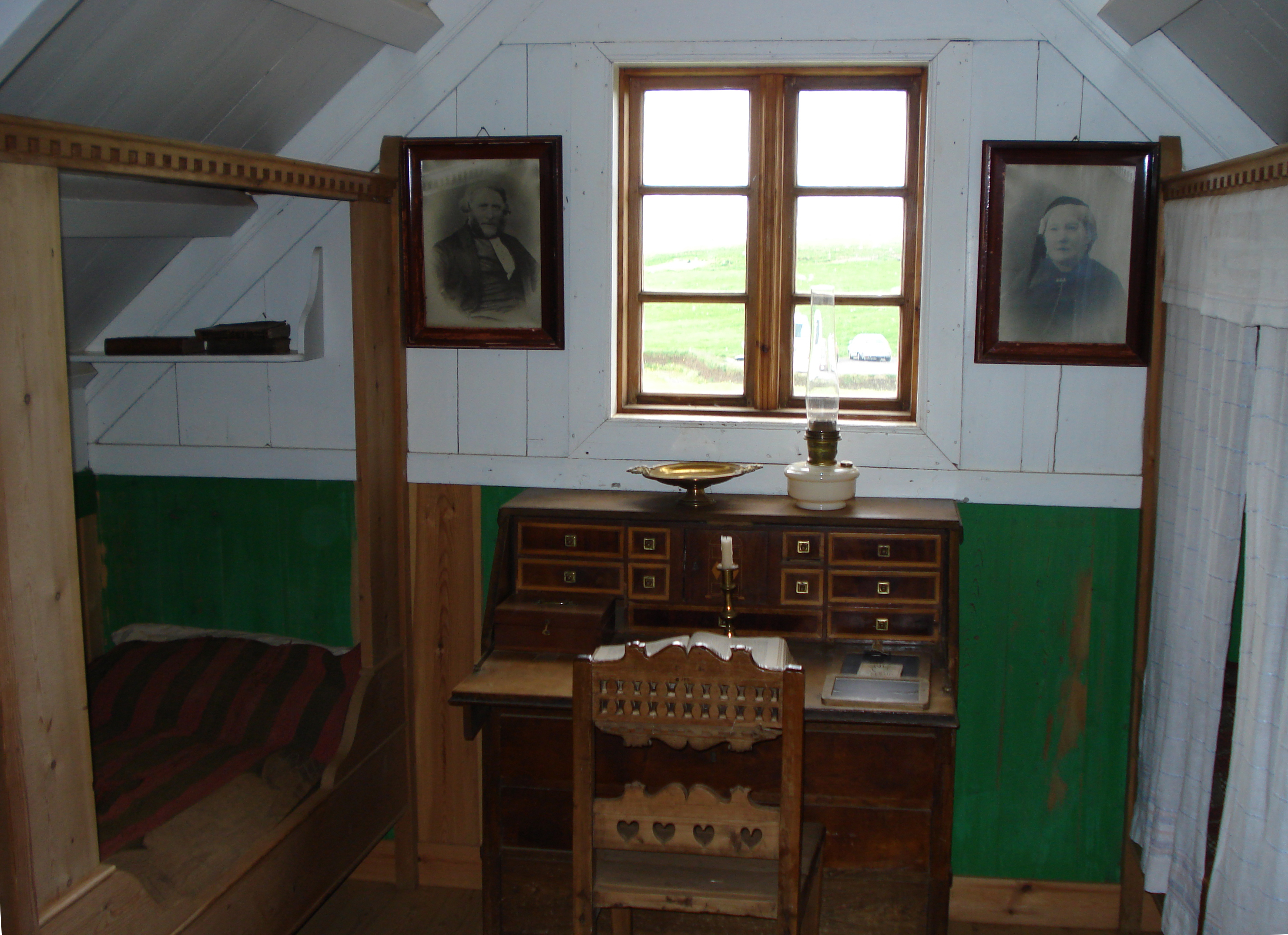
Im Inneren des Museumshofes

Die ältesten erhaltenen Gebäudeteile des Torfhofes stammen aus dem beginnenden 19. Jahrhundert. Mit seinen 6 weißen Giebeln und 13 Räumen handelt es sich um einen recht großen Hof. Er war auch wie die meisten Kirch- und Pfarrhöfe sehr reich. Hier übernachtete isländische Prominenz des 19. Jahrhunderts wie etwa der auf Tröllaskagi gebürtige Romantiker und Heine-Fan Jónas Hallgrímsson.
Einige der Räume, wie z. B. Werkstätten, sind nur von außen zu erreichen. Die meisten anderen sind durch einen Gang untereinander verbunden. Zum Museumsteil gehört auch noch ein zweistöckiges Wohnhaus, welches um 1870 gebaut wurde, in dem sich drei komplett eingerichtete Zimmer aus dieser Zeit sowie ein Café befinden. Alte Haushaltsgegenstände sind auch in zwei weiteren Räumen ausgestellt.

## Verkehr
Der Museumshof ist über die Sauðárkróksbraut  zwischen den Orten Sauðárkrókur im Norden und Varmahlíð im Süden am Hringvegur (Ringstraße) zu erreichen. Südlich des Ortes Varmahlíð gibt es in Víðimýri eine der letzten Grassoden-Kirchen des Landes.